# تايرون كالفر
تايرون كالفر (بالإنجليزية: Tyrone Culver)‏ هو لاعب كرة قدم أمريكية أمريكي، ولد في 6 يوليو 1983 في لانكستر في الولايات المتحدة.

## وصلات خارجية
- تايرون كالفر على موقع مرجع كرة القدم المحترفة.كوم (الإنجليزية)